# جان بابتيست ريفز
جان بابتيست ريفز هو سياسي فرنسي، ولد في 1793 في بوردو في فرنسا، وتوفي في 18 أغسطس 1833 في مدينة مكسيكو في المكسيك.